# Pourouma ovata
Pourouma ovata är en nässelväxtart som beskrevs av Trec.. Pourouma ovata ingår i släktet Pourouma och familjen nässelväxter. Inga underarter finns listade i Catalogue of Life.